# 西宮インターチェンジ

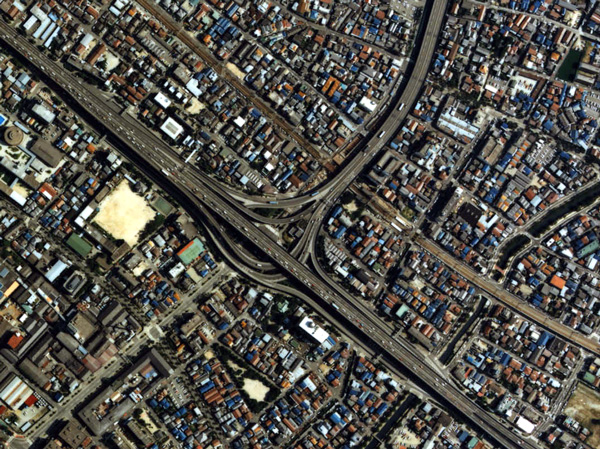
西宮インターチェンジ

西宮インターチェンジ（にしのみやインターチェンジ）は、兵庫県西宮市にある名神高速道路のインターチェンジで、同高速道路および東京都杉並区を起点とする中央自動車道西宮線の終点でもある。阪神高速道路3号神戸線神戸方面行きに直接接続しており、ジャンクション機能を兼ねている。また西宮市街地や尼崎西宮芦屋港、阪神甲子園球場最寄のインターチェンジとなる（但し球場は、公共交通機関での来場を呼びかけている）。
開通当初の名神高速は西宮から順にIC番号が振り分けられており、当ICが1番であった。
名神高速道路と阪神高速5号湾岸線を連絡する名神湾岸連絡線が事業中であり、本ICに併設して西宮ジャンクションが設置される予定である。西宮JCTでは名神湾岸連絡線と名神高速道路、名神湾岸連絡線と阪神高速3号神戸線大阪方面が接続する計画であり、神戸方面との接続予定はない。

## 道路
- E1 名神高速道路（38番）

## 接続する道路
- 国道43号
- 阪神高速3号神戸線
- 名神湾岸連絡線（事業中）

## 料金所
終点であるが故、ランプウェイではなく本線上に設置されているため、独立した本線料金所のような雰囲気がある。また、ETCで阪神高速から乗り継ぎ利用の場合は入口のETCレーンで阪神高速の料金を精算する。
- ブース数：12

### 入口
- ブース数：4
  - ETC専用：2
  - ETC/一般：1
  - 一般：1

### 出口
- ブース数：8
  - ETC専用：4
  - 一般：4

## 歴史
- 1964年9月6日 : 名神高速道路 西宮IC開通
- 1970年2月23日 : 阪神高速3号神戸線摩耶出入口-西宮IC間開通
- 1981年6月27日 : 阪神高速3号神戸線阿波座JCT-西宮IC間開通

## 周辺
- 西宮神社
- 阪神甲子園球場
- コロワ甲子園
- ららぽーと甲子園・イトーヨーカドー甲子園店
- 阪神本線久寿川駅
- 阪神本線・阪急今津線今津駅
- 阪急今津線阪神国道駅

## 隣
E1 名神高速道路
(37)尼崎IC - (38)西宮IC/JCT（JCTは事業中）
阪神高速3号神戸線
(3-08)武庫川出入口 - (3-09)西宮IC/JCT（JCTは事業中） - (3-10)西宮出入口
ただし当ICでの接続は、神戸方面と名神高速相互間のみである（一般道から神戸線へは武庫川入口か西宮入口利用となる。また、名神高速から神戸線大阪方面へは当ICから一般道を通り、武庫川入口利用となる）。
名神湾岸連絡線（事業中）
西宮JCT - 西宮浜出入口/JCT